# David Jackson (musicien)
Pour les articles homonymes, voir David Jackson et Jackson.

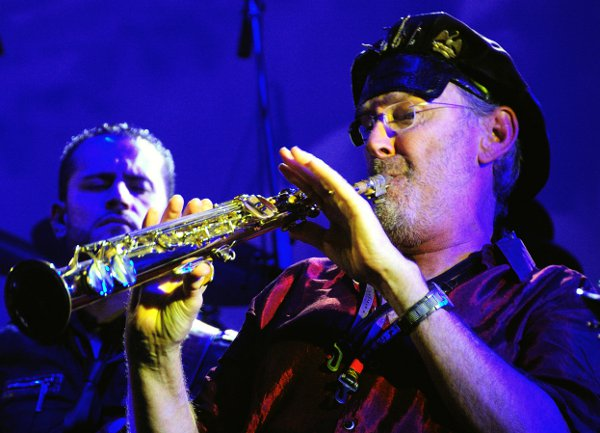
David Jackson en concert en 2009

David Nicholas George Jackson, né le 15 avril 1947 à Stamford en Angleterre, est un flûtiste et saxophoniste britannique et il lui arrive parfois aussi de jouer du piano. Il est un ancien membre du groupe Van Der Graaf Generator de 1970 à 2007, il est présent sur tous les albums du groupe jusqu'à Present (2005), celui-ci étant donc le dernier album studio du groupe sur lequel il a joué, David ayant quitté après la tournée. Il a également contribué à d'autres albums, collaborant fréquemment avec les autres membres de Van der Graaf Generator, sur le projet The Long Hello (qui comprend 4 albums) et Gentlemen Prefer Blues entre autres, ainsi que sur plusieurs albums solo de Peter Hammill. Il a fait partie du projet The Tangent entre 2002 et 2004, mais pour les concerts seulement, puisqu'il n'a joué sur aucun album studio du groupe. Et depuis 2017, David joue avec le groupe Kaprekar's Constant, dont la chanteuse est sa fille Dorie Jackson, ils ont publié deux albums en 2017 et 2019. 

## Van Der Graaf Generator
Jackson a été membre du groupe rock progressif britannique Van der Graaf Generator pendant la majeure partie des années 1970 et pour leur tournée de retrouvailles en 2005. Sa spécialité était alors les saxophones électriques, utilisant des appareils octave, wah-wah et amplification puissante.

## Style
Son jeu de saxophone est caractérisé par l'utilisation fréquente de doubles cors, jouant deux saxophones en même temps, un style dont il s'est inspiré de Rahsaan Roland Kirk (dont le style et la technique l'ont influencé). Il joue également de la flûte traversière et des sifflets ainsi que parfois du piano. Dans le NME, le critique Jonathan Barnett a appelé David Jackson "le Van Gogh du saxophone - un impressionniste renégat, dispensant des visions déformées du monde à l'extérieur de sa fenêtre d'asile privée".

## Autres travaux
En plus de son travail avec Van der Graaf Generator, Jackson a collaboré avec d'autres musiciens, fréquemment avec d'autres membres du groupe, comme sur le projet The Long Hello. Il a collaboré à un certain nombre de projets avec le cofondateur de Van der Graaf Generator, Judge Smith. Il a joué avec Peter Gabriel au Reading Festival en 1979. Jackson travaille souvent avec des musiciens de rock italiens, plus particulièrement Alex Carpani Band de Bologne et Osanna de Naples.
Jackson a fréquenté l'Université de St Andrews, la lecture de la psychologie, et l'Université de Surrey, Roehampton, étudiant l'enseignement. Il a travaillé comme professeur de mathématiques pour les enfants des écoles primaires au Royaume-Uni. 
Il a également travaillé avec des personnes handicapées physiques et mentales, leur permettant de faire de la musique grâce à l'utilisation d'une technologie connue sous le nom de Soundbeam. Il est également formateur Soundbeam, concepteur de système et constructeur. Un documentaire sur son travail avec les enfants autistes a été diffusé sur BBC Radio 4 en 1998.
Tonewall est le nom de son idée. Outre les faisceaux sonores, il comprend également des miroirs écho et Jellybean Eye. Jackson travaille avec des groupes de personnes de tous niveaux de capacité et même de handicap profond pour créer de la musique ensemble sur scène, accompagnés de musiciens de styles divers, tels que des musiciens d'orchestre et de jazz, de la musique des Caraïbes et bien plus encore.
En 2012 et 2013, il a effectué une tournée sur les continents européen et américain avec le groupe italien Alex Carpani. 
Et depuis 2017, David joue aussi avec le groupe Kaprekar's Constant qui est formé de sa fille Dorie Jackson au chant, Al Nicholson à la guitare et aux claviers, Nick Jefferson à la basse et aux claviers, Mike Westergaard aux claviers, au piano et au chant et Mark Walker à la batterie, deux albums ont été publiés avec David Jackson au saxophone et à la flûte traversière. 

## Famille
David Jackson est né à Stamford, Lincolnshire. Sa fille est la chanteuse Dorie Jackson, qui travaille avec Chris Difford, Francis Dunnery et William Topley entre autres, ainsi qu'avec le groupe Kaprekar's Constant. Son fils est l'ingénieur du son Jake Jackson. 

## Discographie

### Van der Graaf Generator
- The Least We Can Do Is Wave To Each Other (1970)
- H to He, Who Am the Only One (1970)
- Pawn Hearts (1971)
- Godbluff (1975)
- Still Life (1976)
- World Record (1976)
- The Quiet Zone/The Pleasure Dome (1977)
- Vital (1978)
- Time Vaults (1982)
- Maida Vale (1994)
- Present (2005)
- Real Time (2007) (Album Live)

### Peter Hammill
- Fool's Mate (1971)
- Chameleon in the Shadow of the Night (1973)
- The Silent Corner and the Empty Stage (1974)
- Nadir's Big Chance (1975)
- The Future Now (1978)
- pH7 (1979)
- A Black Box (1980)
- Sitting Targets (1981)
- Enter K (1982)
- Patience (1983)
- Skin (1986)
- Out of Water (1990)
- Fireships (1992)
- The Noise (1993)
- Roaring Forties (1994)
- X My Heart (1996)
- This (1998)
- What, Now? (2001)
- Clutch (2002)
- Incoherence (2004)

### The Long Hello
- 1974 : The Long Hello - Avec Hugh Banton et Guy Evans
- 1981 : The Long Hello Volume II - Avec Nic Potter et Guy Evans. David présent sur 5 pièces.
- 1982 : The Long Hello Volume Three - Avec Peter Hammill, Guy Evans, Jakko M. Jakszyk, etc. Dave produit mais ne joue pas.
- 1983 : The Long Hello Volume Four - Avec Guy Evans, etc. David joue sur 6 pièces.

### Jackson, Banton, Evans
- 1985 : Gentlmen Prefer Blues de Jackson, Banton, Evans

### Solo
- 1990 : Savages (Cassette)
- 1991 : Hazard Dream Sequence (Extended Play)
- 1992 : Tonewall Stands
- 1996 : Fractal Bridge - Produit par Peter Hammill.

### Chris Judge Smith
- 1991 : Democrazy
- 2000 : Curly's Airships - Avec John Ellis, Hugh Banton, Peter Hammill, Arthur Brown, etc.
- 2011 : Orfeas

### Nic Potter and Friends
- 2008 : Live in Italy

### Osanna & David Jackson
- 2008 : 'A Zingara/L'Uomo - Single, David joue sur les 2 chansons.
- 2009 : Prog Family - David saxophone & flûte.

### Marco Lo Muscio, John Hackett, Carlo Matteucci With Steve Hackett, David Jackson And Giorgio Gabriel
- 2013 : Playing the History

### Kaprekar's Constant
- 2017 : Fate Outsmarts Desire
- 2019 : Depth Of Field

### David Cross & David Jackson
- 2018 : Another Day

### John Hackett & Marco Lo Muscio Duo feat. Steve Hackett, David Jackson, David Cross
- 2019 : On The Wings Of The Wind